# Sesarma dolphinum
Sesarma dolphinum is een krabbensoort uit de familie van de Sesarmidae. De wetenschappelijke naam van de soort is voor het eerst geldig gepubliceerd in 1998 door Reimer, Schubart & Diesel.